# Labyrintlav
Labyrintlav (Claurouxia chalybeioides) är en lavart som först beskrevs av William Nylander och som fick sitt nu gällande namn av David Leslie Hawksworth. 
Labyrintlav ingår i släktet Claurouxia och familjen Lecanoraceae. Arten är reproducerande i Sverige. Inga underarter finns listade i Catalogue of Life.